# Len (gruppo musicale)
I Len sono un gruppo musicale alternative rock canadese attivo dal 1991.
Sono conosciuti soprattutto grazie al brano Steal My Sunshine (1999).

## Formazione
Membri stabili
- Marc Costanzo - voce, chitarra
- Sharon Costanzo - voce, basso

Ex membri
- Derek Mackenzie
- Brendan Canning
- Planet Pea
- Drew "You're You" Lidkea
- Drew MacEachern
- Jody Mayne
- Mike Ramsay
- Brian Higgins
- Craig Bennett
- Matt Kelly
- Malcolm Sweeney

## Discografia
Album in studio
- 1995 – Superstar
- 1996 – Get Your Legs Broke
- 1999 – You Can't Stop the Bum Rush
- 2002 – We Be Who We Be
- 2005 – The Diary of the Madmen
- 2012 – It's Easy If You Try

EP
- 1992 – Len